# Cnaphalodes affinis
Cnaphalodes affinis är en insektsart som beskrevs av Carl Julius Bernhard Börner 1908. Cnaphalodes affinis ingår i släktet Cnaphalodes och familjen barrlöss. Inga underarter finns listade i Catalogue of Life.